# 圣保罗街站 (波士顿轻轨绿线B支线)
圣保罗街站（英語：St. Paul Street station）是马萨诸塞湾交通局运营的绿线B支线车站。车站设置在联邦大道车道隔离带中，位于联邦大道和圣保罗街路口。车站由两座侧式站台组成，分别为B支线出城和入城方向站台。圣保罗街车站坐落在波士顿大学西校区，是离波士顿大学健身房最近的轻轨站。除此以外，波士顿大学城市规划及城市事务学院和英语及定向课程中心（celop）也在车站3分钟步行范围内。

## 合并

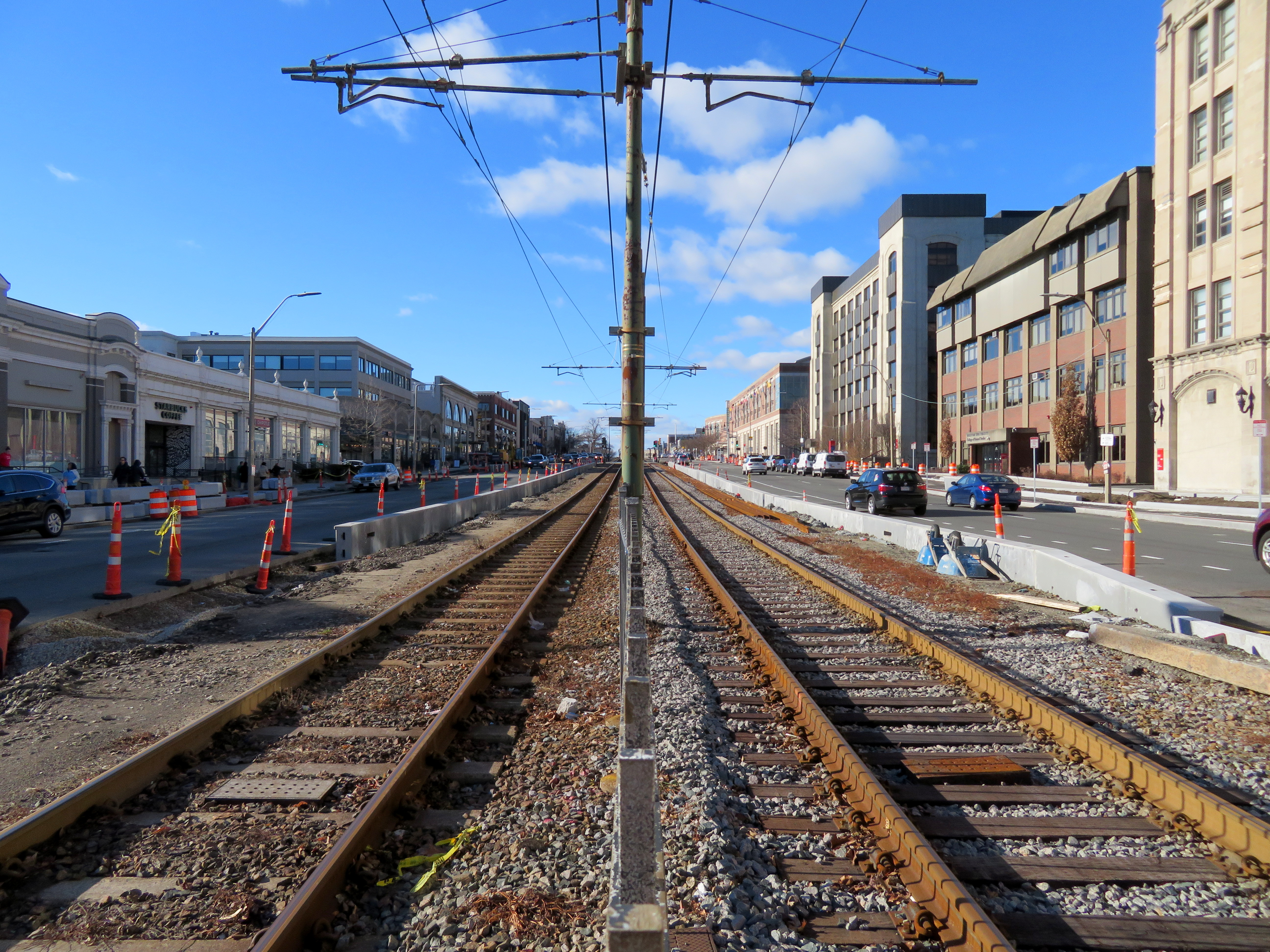
2018年车站施工现场

2014年10月，马萨诸塞湾交通局主持会议商讨将波士顿大学西校区的波士顿大学西站、圣保罗街站、普莱森特街站和巴布科克街站这四座非无障碍车站进行合并，变为两座无障碍车站。 波士顿大学西站和圣保罗街站将合并，新的车站设在艾默里街和圣保罗街中间。
由于联邦大道路段施工工程延误，合并工作也被延迟。 截至2019年8月年，新车站的建筑工程预计于2020年1月开工。